# Jeff Bridges
Pour les articles homonymes, voir Bridges.
Jeff Bridges [ d͡ʒɛf ˈbɹɪd͡ʒɪz] est un acteur, chanteur et producteur américain, né le 4 décembre 1949 à Los Angeles (Californie). Ayant commencé sa carrière dès l'enfance, celle-ci s'étend sur 70 ans. Il a reçu de nombreuses distinctions, dont un Oscar, un Golden Globe et un Screen Actors Guild Award, en plus de trois nominations aux BAFTA et deux aux Emmy Awards. En 2019, il reçoit le Cecil B. DeMille Award.
Né dans une famille d'acteurs de premier plan, Bridges apparaît dans la série télévisée Remous (1958-1960) aux côtés de son père Lloyd et de son frère Beau. Il fait ses débuts au cinéma dans le drame Colère noire (1970), suivi un an plus tard par son premier rôle principal dans La Dernière Séance (1971). Cela est rapidement suivi par une série de rôles principaux dans des drames. Il reçoit ensuite l'Oscar du meilleur acteur pour son rôle de chanteur alcoolique dans Crazy Heart (2009). Il a également été nommé aux Oscars pour ses rôles dans La Dernière Séance, Le Canardeur (1974), Starman (1984), Manipulations (2000), True Grit (2010), et Comancheria (2016).
Dans des premiers rôles, il est apparu dans le film d'aventure King Kong (1976), les films de science-fiction Tron (1982) et K-PAX : L'Homme qui vient de loin (2001), les thrillers À double tranchant (1985) et Le Lendemain du crime (1986), et les drames Susie et les Baker Boys (1989), Le Roi pêcheur (1991), État second (1993) et Leçons de séduction (1996). Il a également incarné Jeffrey Lebowski, dit « the Dude, » ou le Duc en français, dans la comédie The Big Lebowski (1998), suivi de plusieurs films à gros budget : Pur Sang, la légende de Seabiscuit (2003), Iron Man (2008), Tron : L'Héritage (2010), RIPD : Brigade fantôme (2013), et Sale temps à l'hôtel El Royale (2018). Il a été nommé plusieurs fois aux Primetime Emmy Awards pour ses rôles à la télévision dans A Dog Year (en) (2009) et The Old Man (2022).

## Biographie

### Jeunesse et famille
Jeffrey Bridges est le fils de l'actrice poétesse Dorothy Bridges (née Simpson) et de l'acteur Lloyd Bridges (qui joua notamment dans Y a-t-il un pilote dans l'avion ? et Hot Shots! de Jim Abrahams). Il a un frère, Beau, lui aussi acteur. Il avait un autre frère, Garrett, qui est mort en 1948 du syndrome de la mort subite du nourrisson. Il a aussi une petite sœur, Lucinda. Pendant son enfance, il se lie fortement à son frère Beau, et grandit dans le quartier de Holmby Hills de Los Angeles.

### Carrière
Dès son adolescence, Jeff apparaît avec son frère Beau dans l'émission de leur père Lloyd sur la chaîne CBS, The Lloyd Bridges Show (1962-1963). Il trouve son premier rôle majeur en 1971 dans le film en noir et blanc de Peter Bogdanovich, La Dernière Séance, pour lequel il obtient une nomination à l'Oscar du meilleur acteur dans un second rôle. Il reprendra ce rôle dans la suite du film : Texasville en 1990. Jeff Bridges est à nouveau nommé pour l'Oscar du meilleur acteur dans un second rôle pour son face à face avec Clint Eastwood dans Le Canardeur (1974) de Michael Cimino. En 1976, il tient le premier rôle dans le remake de King Kong.
En 1982, il obtient l'un de ses rôles les plus populaires : celui du programmeur de jeux vidéo Kevin Flynn dans le film de science-fiction, Tron. À cette époque, il a fait partie des noms qui ont circulé pour incarner John Rambo dans le film Rambo. Il fut aussi envisagé pour tenir le rôle du détective Sonny Crockett dans la série Deux Flics à Miami, mais Don Johnson fut finalement engagé.
En 1984, il est nommé à l'Oscar du meilleur acteur pour sa performance dans Starman de John Carpenter. Il obtient pour ce rôle le Saturn Award du meilleur acteur. Ce rôle d'extraterrestre lui a valu également la seule nomination à ce jour pour un rôle non humain. La même année, il rencontre un bon succès avec le thriller Contre toute attente de Taylor Hackford puis, l'année suivante, dans le drame À double tranchant de Richard Marquand.
En 1986, il fait une apparition dans le téléfilm réalisé par son frère Beau Bridges, The Thanksgiving Promise, dans lequel on retrouve également le fils de Beau, Jordan. En 1988, il interprète Preston Tucker dans le film de Francis Ford Coppola, Tucker. Preston Tucker était un constructeur d'automobiles dans les années 1940-1950 qui voulait développer sa propre marque de voiture mais qui s'est heurté aux grandes firmes américaines telles que General Motors, Chrysler et Ford. Il tient ensuite les premiers rôles dans Susie et les Baker Boys avec l'actrice Michelle Pfeiffer (1989), de Steve Kloves, et The Fisher King : Le Roi pêcheur (The Fisher King, 1991), de Terry Gilliam.
En 1993, sa performance dans État second de Peter Weir lui vaut des critiques élogieuses dont certaines pensent qu'il s'agit là de son meilleur film. La même année, il faillit jouer dans Speed le rôle de Jack Traven.

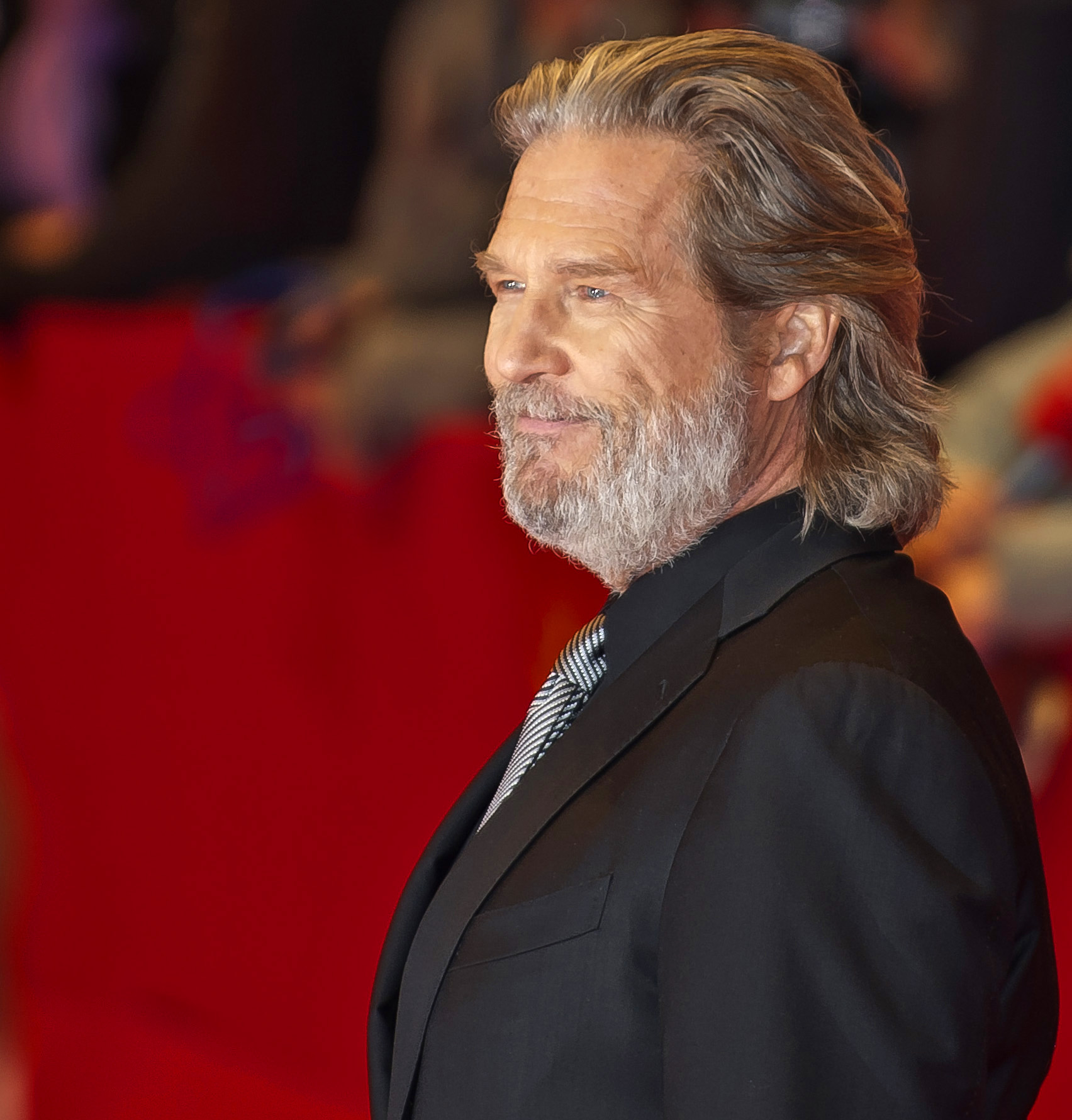
Jeff Bridges au Festival international du film de Berlin en 2011.

Il est choisi par Walter Hill en 1995 pour incarner le célèbre shérif Wild Bill Hickok dans Wild Bill. Il travaille ensuite avec Ridley Scott pour Lame de fond (1996), un film basé sur l'histoire vraie du naufrage de l'Albatross en 1961. En 1998, il joue « le Duc » (The Dude) dans The Big Lebowski de Joel et Ethan Coen aux côtés de John Goodman, Steve Buscemi, John Turturro et Julianne Moore.
En 2000, il est à nouveau nommé à l'Oscar du meilleur acteur dans un second rôle pour le film Manipulations de Rod Lurie. En 2005, il retrouve le réalisateur Terry Gilliam pour Tideland. En 2008, il est à l'affiche du film Iron Man, l'adaptation du comic book du même nom de Marvel. Il tient le rôle d'Obadiah Stane alias Iron Monger, l'ennemi d'Iron Man.
En 2010, il décroche l'Oscar du meilleur acteur pour le film Crazy Heart, de Scott Cooper. Il y incarne Bad Blake, une ancienne star de musique country sur le déclin. Il apparaît la même année dans le très attendu Tron : L'Héritage de Joseph Kosinski, dans lequel il reprend le rôle de Kevin Flynn ainsi que celui de Clu 2.0 (version améliorée du personnage Clu de Tron). L'acteur profite d'une modélisation 3D impressionnante pour le rôle de Clu 2.0, ce dernier n'étant pas humain et n'ayant pas vieilli, conservant le visage de Kevin Flynn, celui de 1982. Pour ce film, Jeff Bridges est considéré comme étant le premier acteur à avoir donné la réplique à une version plus jeune de lui-même.
En 2011, il tient le rôle principal dans un western de Joel et Ethan Coen : True Grit, pour lequel il est une fois de plus nommé à l'Oscar du meilleur acteur.

### Vie privée
Jeff Bridges rencontre sa future femme Susan Geston sur le tournage du film Rancho Deluxe (1975). Celle-ci travaillait dans le ranch qui servait de lieu de tournage pour le film. Ils se marient en 1977. Ils auront ensemble trois filles : Isabelle Annie (née en 1981), Jessica Lily (née en 1983) et Hayley Roselouise (née en 1985). Il est également l'oncle de l'acteur Jordan Bridges.

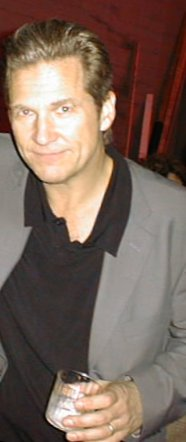
Jeff Bridges en 2000.

Passionné de musique, il a sorti deux albums de musique country, Be Here Soon en 2000 et Jeff Bridges en 2011. Ce deuxième album s'est très bien vendu aux États-Unis, atteignant la 25e place du classement Billboard 200.
C'est un très bon ami de Nick Nolte, Tommy Lee Jones, Kurt Russell et Gary Busey. Jeff Bridges est connu pour être un consommateur de cannabis. Il a admis, dans une interview, avoir fumé sur le tournage de The Big Lebowski des frères Coen, mais que sa consommation n'était pas régulière. 
En octobre 2020, il déclare souffrir d'un lymphome contre lequel il entame un traitement. Bridges a également annoncé qu'il avait contracté le COVID-19 pendant son traitement et a noté que c'était une expérience difficile qui, selon lui, faisait que le cancer « ressemblait à un jeu d'enfant ». Il a dit qu'il était maintenant complètement vacciné contre le COVID-19.
Il semblerait que Jeff Bridges, d'après les propos de l'acteur Matthew Fox, ait pour habitude sur chacun de ses tournages, de prendre des photos panoramiques, de les compiler dans un livre et d'en offrir un exemplaire à chacun des membres de l'équipe de tournage.

## Filmographie

### Comme acteur

#### Années 1950 / 1960
- 1951 : La Voleuse d'amour (The Company She Keeps) de John Cromwell : le bébé à la gare (non crédité)
- 1958 : Remous (Sea Hunt) (série télévisée) - Saison 1, épisodes 28 et 32 : Davy Crane
- 1962-1963 : The Lloyd Bridges Show (série télévisée) - Épisodes 13, 18 et 23 : Dave Melkin
- 1965 : The Loner (série télévisée) - Épisode 15 : Bud Windom
- 1969 : Sur la piste du crime (The F.B.I.) - Saison 5, épisode 4 : Terry Shelton
- 1969 : Silent Night, Lonely Night (téléfilm) de Daniel Petrie : John (jeune)

#### Années 1970
- 1970 : Colère noire (Halls of Anger) de Paul Bogart : Doug
- 1970 : The Most Deadly Game (série télévisée) - Épisode 8 : Hawk
- 1970 : Le Troisième Œil (The Yin and the Yang of Mr. Go) de Burgess Meredith : Nero Finnighan
- 1971 : In Search of America (téléfilm) de Paul Bogart : Mike Olson
- 1971 : La Dernière Séance (The Last Picture Show) de Peter Bogdanovich : Duane Jackson
- 1972 : La Dernière Chance (Fat City) de John Huston : Ernie Munger
- 1972 : Les rebelles viennent de l'enfer (Bad Company) de Robert Benton : Jake Rumsey
- 1973 : Une fille nommée Lolly Madonna (Lolly-Madonna XXX) de Richard C. Sarafian : Zack Feather
- 1973 : Last American Hero de Lamont Jackson : Elroy Jackson Jr alias "Junior Jackson"
- 1973 : The Iceman Cometh de John Frankenheimer : Don Parité
- 1974 : Le Canardeur (Thunderbolt and Lightfoot) de Michael Cimino : Lightfoot, « Pied de Biche »
- 1975 : Rancho Deluxe de Frank Perry : Jack McKee
- 1975 : Hearts of the West, d'Howard Zieff : Lewis Tater / Neddy Wales
- 1976 : Stay Hungry de Bob Rafelson : Craig Blake
- 1976 : King Kong de John Guillermin : Jack Prescott
- 1978 : Qui a tué mon cher mari ? (Somebody Killed Her Husband) de Lamont Johnson : Jerry Green
- 1979 : Qui a tué le président ? de William Richert : Nick Kegan

#### Années 1980
- 1980 : The American Success Company de William Richert : Harry Flowers
- 1980 : La Porte du paradis (Heaven's Gate) de Michael Cimino : John L. Bridges
- 1981 : La Blessure (Cutter's Way) d'Ivan Passer : Richard Bone
- 1981 : The Girls In Their Summer Dresses and Other Stories by Irwin Shaw (téléfilm) de John Glenmeister et Nick Havinga : Michael Loomis
- 1982 : Tron de Steven Lisberger : Kevin Flynn / Clu
- 1982 : La Dernière Licorne (The Last Unicorn) de Jules Bass et Arthur Rankin Jr. : Prince Lir (voix)
- 1982 : Kiss Me Goodbye de Robert Mulligan : Rupert Baines
- 1983 : Shelley Duvall's Faerie Tale Theatre (série télévisée) - Saison 2, épisode 1 : Claude / Prince
- 1984 : Contre toute attente (Against All Odds) de Taylor Hackford : Terry Brogan
- 1984 : Starman de John Carpenter : Starman
- 1985 : À double tranchant (Jagged Edge) de Richard Marquand : Jack Forrester
- 1986 : Huit millions de façons de mourir (8 Million Ways to Die) de Hal Ashby : Matthew "Matt" Scudder
- 1986 : The Thanksgiving Promise (téléfilm) de Beau Bridges : un voisin (non crédité)
- 1986 : King Kong 2 (King Kong Lives) : Jack Prescott (non crédité)[11]
- 1986 : Le Lendemain du crime (The Morning After) de Sidney Lumet : Turner Kendall
- 1987 : Nadine de Robert Benton : Vernon Hightower
- 1988 : Tucker (Tucker: The Man and His Dream) de Francis Ford Coppola : Preston Thomas Tucker
- 1989 : À demain, mon amour (See You in the Morning) d'Alan J. Pakula : Larry Livingstone
- 1989 : Cold Feet de Robert Dornhelm : le barman (non crédité)
- 1989 : Susie et les Baker Boys (The Fabulous Baker Boys) de Steve Kloves : Jack Baker

#### Années 1990
- 1990 : Texasville de Peter Bogdanovich : Duane Jackson
- 1991 : The Fisher King : Le Roi pêcheur (The Fisher King) de Terry Gilliam : Jack Lucas
- 1992 : American Heart de Martin Bell : Jack Kelson
- 1993 : La Disparue (The Vanishing) de George Sluizer : Barney Cousins
- 1993 : État second (Fearless) de Peter Weir : Max Klein
- 1994 : Blown Away de Stephen Hopkins : James "Jimmy" Dove / Liam McGivney
- 1995 : Wild Bill de Walter Hill : Wild Bill Hickok
- 1996 : Lame de fond (White Squall) de Ridley Scott : Capitaine Christopher "Skipper" Sheldon
- 1996 : Leçons de séduction (The Mirror Has Two Faces) de Barbra Streisand : Gregory Larkin
- 1996 : L'Amérique aux deux visages (Hidden in America) (téléfilm) de Martin Bell : Vincent
- 1998 : The Big Lebowski de Joel et Ethan Coen : Jeffrey Lebowski, alias le "Duc" (Dude en VO)
- 1999 : Arlington Road de Mark Pellington : Michael Faraday
- 1999 : La Muse (The Muse) d'Albert Brooks : Jack Warrick
- 1999 : Simpatico de Matthew Warchus : Lyle Carter

#### Années 2000
- 2000 : Manipulations (The Contender) de Rod Lurie : Président Jackson Evans
- 2001 : La Loi des armes (Scenes of the Crime) de Dominique Forma : Jimmy Berg
- 2001 : K-PAX - L'homme qui vient de loin (K-PAX) d'Iain Softley : Dr Mark Powell
- 2002 : Lost in La Mancha (documentaire) de Keith Fulton et Louis Pepe : le narrateur (voix)
- 2003 : Masked and Anonymous de Larry Charles : Tom Friend
- 2003 : Pur Sang, la légende de Seabiscuit (Seabiscuit) de Gary Ross : Charles Howard
- 2004 : Lignes de vie (The Door in the Floor) de Tod Williams : Ted Cole
- 2005 : The Amateurs de Michael Traeger : Andy Sargentee
- 2005 : Tideland de Terry Gilliam : Noah
- 2006 : Stick It de Jessica Bendinger : Burt Vickerman
- 2007 : Les Rois de la glisse (Surf's Up) d'Ash Brannon et Chris Buck : Zeke "Big Z" Topanga (le Geek) (voix)
- 2008 : Iron Man de Jon Favreau : Obadiah Stane / Iron Monger
- 2008 : Un Anglais à New York (How to Lose Friends and Alienate People) de Robert B. Weide : Clayton Harding
- 2009 : The Open Road (en) de Michael Meredith : Kyle
- 2009 : A Dog Year (téléfilm) de George LaVoo : Jon Katz
- 2009 : Les Chèvres du Pentagone (The Men Who Stare At Goats) de Grant Heslov : Bill Django
- 2009 : Crazy Heart de Scott Cooper : Bad Blake

#### Années 2010

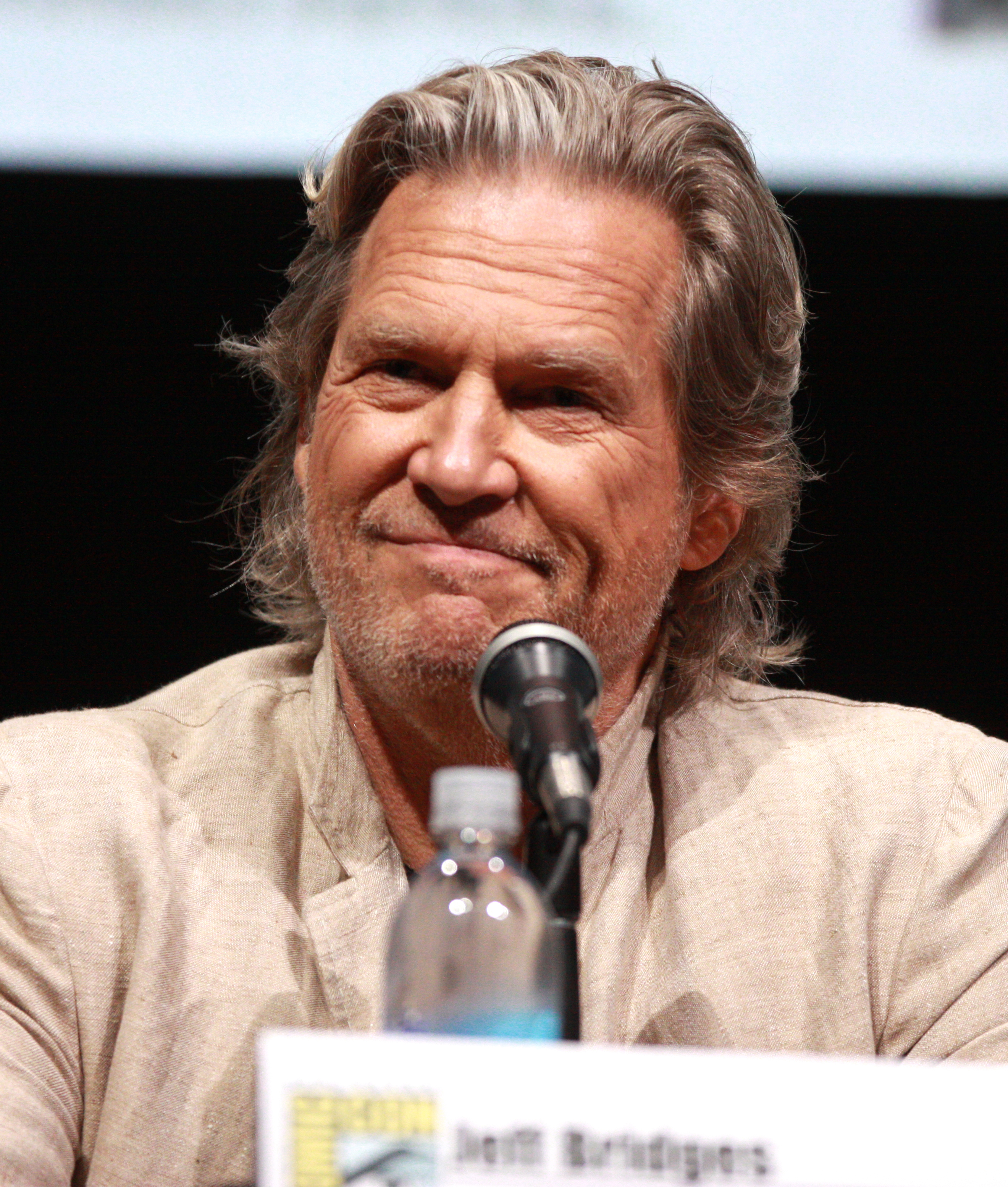
Jeff Bridges au Comic-Con en 2013.

- 2010 : Tron : L'Héritage (Tron : Legacy) de Joseph Kosinski : Kevin Flynn / Clu
- 2010 : True Grit de Joel et Ethan Coen : Marshal Reuben J. Cogburn
- 2012 : Pablo de Richard Goldgewicht : le narrateur (voix)
- 2013 : R.I.P.D. Brigade fantôme (R.I.P.D.) de Robert Schwentke : Roy Pulsipher
- 2014 : The Giver de Philip Noyce : le passeur
- 2015 : Le Septième Fils (The Seventh Son) de Sergueï Bodrov : John Gregory, l'Épouvanteur
- 2015 : Le Petit Prince (The Little Prince) de Mark Osborne : l'aviateur (voix version originale)
- 2016 : Comancheria (Hell or High Water) de David Mackenzie : Marcus Hamilton
- 2017 : Liaisons à New York (The Only Living Boy in New York) de Marc Webb : W. F. Gerald
- 2017 : Line of Fire (Only the Brave) de Joseph Kosinski : Duane Steinbrink
- 2017 : Kingsman : Le Cercle d'or (Kingsman: The Golden Circle) de Matthew Vaughn : agent Champagne
- 2018 : Sale temps à l'hôtel El Royale (Bad Times at the El Royale) de Drew Goddard : le Père Daniel Flynn
- 2019 : Spider-Man: Far From Home de Jon Watts : Obadiah Stane (images d'archives tirées du film Iron Man)

#### Années 2020
- 2022 : The Old Man (série TV) de Jon Watts : Dan Chase
- 2025 : Tron : Ares de Joachim Rønning : Kevin Flynn / Clu
- 2025 : The Carnival at the End of Days de Terry Gilliam : Dieu

### Comme producteur
- 1992 : American Heart
- 1996 : L'Amérique aux deux visages (Hidden in America) (TV)
- 2009 : Crazy Heart
- 2017 : Liaisons à New York (The Only Living Boy in New York) de Marc Webb (producteur délégué)

## Discographie

### Albums
- 2000 - Be Here Soon
- 2011 - Jeff Bridges (Blue Note Records)

### Interprète de chansons de films
- 1982 : La Dernière Licorne (The Last Unicorn) - interprète de That's All I've Got To Say
- 1984 : Starman - interprète de All I Have to Do Is Dream
- 1989 : Susie et les Baker Boys (The Fabulous Baker Boys) - interprète de Ten Cents A Dance" et "You're Sixteen
- 1992 : American Heart - interprète de Sunny Side Of The Street
- 2005 : Tideland - interprète de Van Gogh In Hollywood
- 2007 : Les Rois de la glisse (Surf's Up) - interprète de This Ukelele
- 2009 : Crazy Heart - interprète de Hold On You, I Don't Know, Fallin' and Flyin', Somebody Else et Brand New Angel

## Distinctions

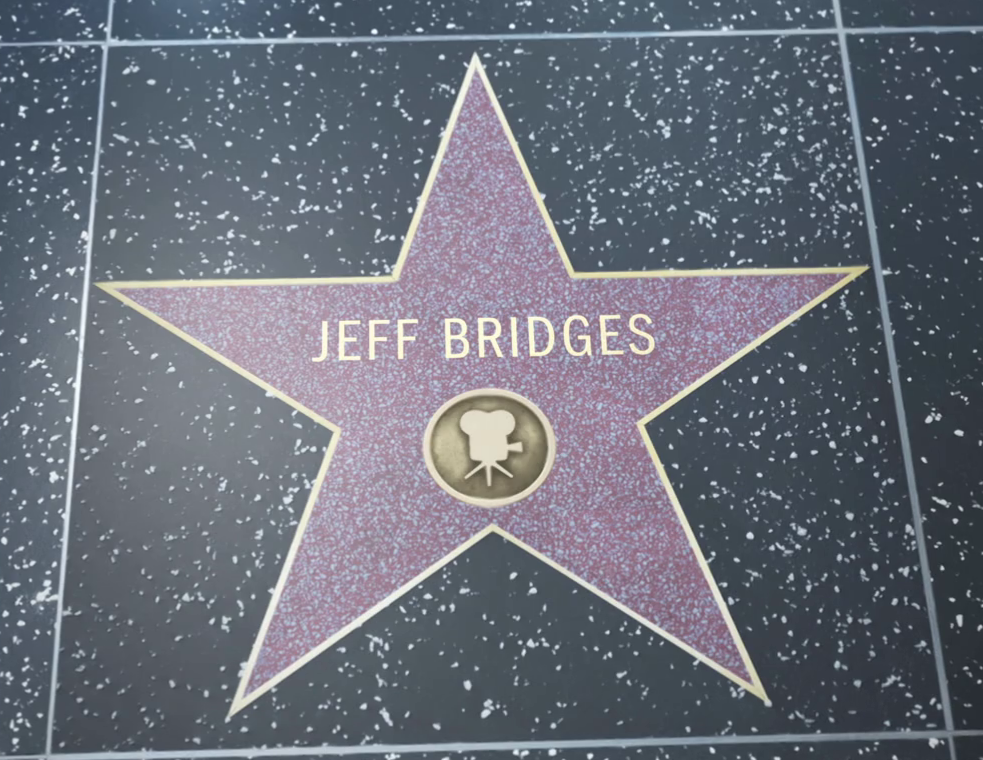
Étoile de Jeff Bridges dans le Hollywood Walk of Fame.

- 1994 : Étoile sur le Hollywood Walk of Fame, au 7065 Hollywood Boulevard

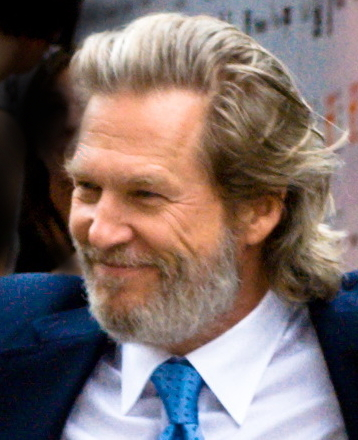
Jeff Bridges au Festival international du film de Toronto en 2009.

### Récompenses
- Saturn Awards 1985 : Meilleur acteur pour Starman
- 1993 : Independent Spirit Award du meilleur acteur pour American Heart
- Critics' Choice Movie Awards 2010 : Meilleur acteur pour Crazy Heart
- Golden Globes 2010 : Meilleur acteur pour Crazy Heart
- Independent Spirit Awards 2010 : Meilleur acteur pour Crazy Heart
- Oscars 2010 : Meilleur acteur pour Crazy Heart
- 2010 : Screen Actors Guild Award du meilleur acteur pour Crazy Heart
- Saturn Awards 2011 : Meilleur acteur pour Tron : L'Héritage
- National Board of Review Awards 2016 : Meilleur acteur dans un second rôle pour Comancheria
- Golden Globes 2019 : Cecil B. DeMille Award.

### Nominations
- Oscars 1972 : Meilleur acteur dans un second rôle pour La Dernière Séance
- Oscars 1975 : Meilleur acteur dans un second rôle pour Le Canardeur
- Golden Globes 1985 : Meilleur acteur pour Starman
- Oscars 1985 : Meilleur acteur pour Starman
- Golden Globes 1992 : Meilleur acteur pour The Fisher King : Le Roi pêcheur
- Saturn Awards1992 : Meilleur acteur pour The Fisher King : Le Roi pêcheur
- Saturn Awards 1994 : Meilleur acteur pour La Disparue
- Golden Globes 2001 : Golden Globe du meilleur acteur dans un second rôle pour Manipulations
- Oscars 2001 : Meilleur acteur dans un second rôle pour Manipulations
- Screen Actors Guild Awards 2001 : Meilleur acteur dans un second rôle pour Manipulations
- Saturn Awards 2009 : Meilleur acteur dans un second rôle pour Iron Man
- British Academy Film Awards 2010 : Meilleur acteur  pour Crazy Heart
- British Academy Film Awards 2011 : Meilleur acteur pour True Grit
- Critics' Choice Movie Awards 2011 : Meilleur acteur pour True Grit
- Oscars 2011 : Meilleur acteur pour True Grit
- Screen Actors Guild Awards 2011 : Meilleur acteur dans un second rôle pour True Grit
- Golden Globes 2017 : Meilleur acteur dans un second rôle pour Comancheria
- Oscars 2017 : Meilleur acteur dans un second rôle pour Comancheria
- Golden Globes 2023 : Meilleur acteur dans une série dramatique pour The Old Man

## Voix francophones
En version française, Jeff Bridges est doublé par plusieurs comédiens jusqu'à la fin des années 1980. Il est doublé entre 1974 et 1981 par Dominique Collignon-Maurin  dans Le Canardeur, La Porte du paradis et Cutter's Way, par Patrick Poivey en 1979 dans Qui a tué mon cher mari ? et Qui a tué le président ?, par Richard Darbois en 1984 et 1986 dans Starman et Huit millions de façons de mourir ou encore par Jacques Frantz en 1984 et 1985 dans Contre toute attente et À double tranchant. À titre exceptionnel, il est doublé par Michel Mella dans Last American Hero, Gérard Dessalles dans King Kong, Alain Dorval dans Tron et José Luccioni dans Le Lendemain du crime. Damien Boisseau le double dans le doublage tardif de La Dernière Séance, de même qu'Alexis Tomassian pour celui de  Les rebelles viennent de l'enfer. 
Ainsi, de 1987 et le film Nadine, jusqu'en 2015 et le film Le Septième Fils, Patrick Floersheim est la voix de Jeff Bridges dans la quasi-totalité de ses apparitions, et ce, jusqu'à sa mort survenue en 2016,. Il le retrouve notamment dans Tucker, Susie et les Baker Boys, The Fisher King : Le Roi pêcheur, Blown Away, Lame de fond,Manipulations, Iron Man, Les Chèvres du Pentagone, Crazy Heart,  True Grit ou encore RIPD : Brigade fantôme.
En parallèle, Jacques Frantz le retrouve en 2003 et 2006 dans Pur Sang, la légende de Seabiscuit et Stick It, de même que Richard Darbois en 2004 dans Lignes de vie. Si  Jean-Yves Chatelais le double dans The Big Lebowski et Tron : L'Héritage, Jeff Bridges est doublé durant cette période par Patrick Messe dans Wild Bill, Marc Cassot dans Texasville, Luc Florian dans La Disparue, Renaud Marx dans Leçons de séduction, Gabriel Le Doze dans Arlington Road et Michel Vigné dans La Muse et The Old Man.
Après la mort de Patrick Floersheim, Jeff Bridges est de nouveau doublé par Jacques Frantz dans Sale temps à l'hôtel El Royale et Spider-Man: Far From Home, ainsi qu'à titre exceptionnel par Patrick Raynal dans Comancheria, Patrick Béthune dans Kingsman : Le Cercle d'or et Robert Guilmard dans Liaisons à New York et Jean-Jacques Moreau dans Line of Fire.
En version québécoise, Bridges était principalement doublé par Hubert Gagnon, qui est notamment sa voix dans Embrasse-moi, je te quitte, Sans peur, Le Miroir à deux visages, Rafale blanche, Seabiscuit, La Trappe dans le plancher, Tomber... Pile, Comment perdre ses amis et se mettre tout le monde à dos ou enocre Les Hommes qui regardent les chèvres.
Depuis 2009, il est régulièrement doublé par Guy Nadon qui est sa voix dans Crazy Heart, Tron : L'Héritage, RIP Département, Hors-la-loi, Seuls les Braves, Kingsman : Le Cercle d'or ou encore Sale temps à l'hôtel El Royale. Mario Desmarais le double dans Les Coups durs.